# Formule 3000 v roce 1999
Formule 3000 v roce 1999 byla patnáctým ročníkem disciplíny Formule 3000. Uskutečnilo se 10 Velkých cen této formule a mistrem světa se stal německý jezdec Nick Heidfeld s vozem Lola B99/50.

## Pravidla
Boduje prvních 6 jezdců podle klíče:
- První - 9 bodů
- Druhý - 6 bodů
- Třetí - 4 body
- Čtvrtý - 3 body
- Pátý - 2 body
- Šestý - 1 bod

## Velké ceny
| Datum        | Závod                     | Vítěz             | Vůz         | Výsledky |
| ------------ | ------------------------- | ----------------- | ----------- | -------- |
| 1. květen    | Imola                     | Nick Heidfeld     | Lola B99/50 | Výsledky |
| 15. květen   | Monte Carlo               | Gonzalo Rodríguez | Lola B99/50 | Výsledky |
| 29. květen   | Barcelona                 | Nick Heidfeld     | Lola B99/50 | Výsledky |
| 1. červen    | Magny Cours               | Nick Heidfeld     | Lola B99/50 | Výsledky |
| 10. červen   | BRDC International Trophy | Nicolas Minassian | Lola B99/50 | Výsledky |
| 24. červenec | A1-Ring                   | Nick Heidfeld     | Lola B99/50 | Výsledky |
| 31. červenec | Hockenheim                | Bruno Junqueira   | Lola B99/50 | Výsledky |
| 14. srpen    | Hungaroring               | Stephane Sarrazin | Lola B99/50 | Výsledky |
| 28. srpen    | Spa                       | Jason Watt        | Lola B99/50 | Výsledky |
| 25. září     | Nürburgring               | Jason Watt        | Lola B99/50 | Výsledky |